# Wilhelm Kötting
Wilhelm Kötting (* 1953) ist ein deutscher Journalist. Er war Chefredakteur der deutschen Ausgabe des Finanzsenders Bloomberg Television bis zu dessen Einstellung.
Kötting studierte Politikwissenschaften, Jura und Soziologie und war anschließend bei Tageszeitungen und Rundfunksendern als Auslandskorrespondent angestellt. Nach Stationen in den USA und Hongkong begann er 1994 beim BBC World Service. Ab 1996 arbeitete er für European Business News, nach deren Fusionierung für CNBC. Seit 1998 war er bei Bloomberg TV zunächst stellvertretender, von 2003 bis 2009 Chefredakteur. Dort war er auch als Moderator von Börsensendungen, zum Beispiel dem freitäglichen Börsengeflüster zu sehen. Heute ist er Geschäftsführer eines online-Informationsdienstes des Handelsblatts.